# Federico Bucci
Federico Bucci (Foggia, 22 dicembre 1959 – Verona, 16 settembre 2023) è stato uno storico dell'architettura italiano.

## Biografia
Dopo la laurea nel 1984 al Politecnico di Milano, con una tesi in Urbanistica realizzata con Pierluigi Tavecchio dal titolo Organizzazione scientifica del lavoro e razionalizzazione dello spazio negli anni tra le due guerre: il modello Taylor e di Ford e le particolarità del caso italiano (relatore Giancarlo Consonni), iniziò a dedicarsi alla storia e alla critica dell'architettura, sviluppando diverse attività di ricerca sulla cultura architettonica italiana del dopoguerra e sui protagonisti di quel periodo. In particolare curò varie mostre e pubblicazioni sull’opera di Luigi Moretti e di Franco Albini, che contribuirono significativamente allo studio di queste figure.
Fece ricerche presso l’archivio di Albert Kahn Inc. (Detroit) e il Canadian Centre for Architecture (Montréal), e collaborò nelle redazioni di “Domus”, “Quaderni di architettura”, “Rassegna. Problemi di architettura dell'ambiente”, “L’architettura. Cronache e storia” e “Casabella”.
In qualità di tecnico laureato fu responsabile delle attività editoriali del Dipartimento di Progettazione del Politecnico di Milano. Divennne prima professore associato (2004), poi professore ordinario di Storia dell’Architettura (2014) sempre presso il Politecnico di Milano, dove dal 2012 era Prorettore del Polo Territoriale di Mantova e responsabile della Cattedra UNESCO in Architectural Preservation and Planning in World Heritage Cities . Nell’ambito di questo programma ideò e curò MantovArchitettura , un evento annuale che dal 2014 promuove conferenze, mostre e workshop tenuti dai protagonisti della cultura architettonica contemporanea nei luoghi storici delle città di Mantova e Sabbioneta.
Presso il Politecnico di Milano, dal 2018 fu Delegato del Rettore per le Politiche Culturali e, dal 2020, Delegato del Rettore per la Rete delle Università italiane per la Pace (RUniPace), promossa dalla Conferenza dei Rettori delle Università Italiane.
Bucci è morto nella mattinata del 16 settembre 2023 nel reparto di terapia intensiva dell'ospedale Borgo Trento di Verona; due settimane prima era stato investito da un SUV  sulle strisce pedonali in corso Italia a Garda, mentre faceva jogging.

## Opere monografiche
- Federico Bucci, L’architetto di Ford: Albert Kahn e il progetto della fabbrica moderna. Milano: CittàStudi, 1991, ISBN 9788825100471.

- Federico Bucci, Albert Kahn: Architect of Ford. New York: Princeton Architectural Press, 1993, ISBN 9781878271846.

- Federico Bucci, e Marco Mulazzani, Luigi Moretti: opere e scritti. Milano: Electa, 2000, ISBN 9788843573783.

- Federico Bucci, e Marco Mulazzani, Luigi Moretti: Works and Writings. New York: Princeton Architectural Press, 2002, ISBN 978-1568983066.

- Federico Bucci, Magic city. Percorsi nell’architettura americana. Roma: Mancosu, 2005, ISBN 9788887017298.

- Federico Bucci, e Augusto Rossari, I musei e gli allestimenti di Franco Albini. Milano: Electa, 2005, ISBN 9788891811752.

- Marco Dezzi Bardeschi, Federico Bucci, e Roberto Dulio, Milano: architettura, città, paesaggio. Roma: Mancosu, 2006, ISBN 9788887017731.

- Federico Bucci, Diario di un recensore: Libri di architettura. Boves: Araba Fenice, 2008, ISBN 9788895853154.

- Federico Bucci, e Giampiero Bosoni, Il design e gli interni di Franco Albini. Milano: Electa, 2009, ISBN 9788891811769.

- Federico Bucci, Franco Albini. Milano: Electa, 2009, ISBN 9788837069261.

- Renzo Piano, Federico Bucci, Federico Butera, Giovanni Calabresi, Fabio Casiroli, Lorenzo Jurina, Massimo Majowiecki, Gianni Ottolini, Marco Sala, Gianni Scudo, Carlo Piano (a cura di), Almanacco dell’architetto. Costruire l’architettura. Bologna: Proctor Edizioni, 2012, ISBN 9788890246715.

- Federico Bucci, Franco Albini, Padiglione INA per Le Fiere Di Milano e Bari 1935. Bari: Ilios Editore, 2011, ISBN 978-8894148336.

- Federico Bucci, Il metodo Kahn/The Kahn method. Milano: Franco Angeli, 2017, ISBN 978-8891744982.

- Federico Bucci (a cura di), The Italian Debate 1940s-1950s: An Anthology. Milano: Franco Angeli, 2018, ISBN 9788891778871.

- Federico Bucci, Luisa Collina (a cura di), 4 ELEMENTS/TAKING CARE. Padiglione Italia. Mantova: Corraini, 2019, ISBN 9788875707880.

- Federico Bucci, Una tradizione architettonica. Maestri della Scuola di Milano. Mantova: Tre Lune, 2020, ISBN 978-88-31904-14-8.

- Federico Bucci, Il Futuro della Storia. LetteraVentidue: Siracusa, 2020, ISBN 978-88-6242-500-1.

- Federico Bucci, Form, Structure, Space. Notes on Luigi Moretti's Architectural Theory. Porto: Amag, 2021, ISBN 978-989-54938-7-6.